# Heine-tétel
A Heine-tétel a matematikai analízisben, mind az intervallumon folytonos függvények elméletében, mind (általánosan a metrikus terek esetén) a kompakt halmazon folytonos függvények szempontjából fontos tétel. Azt mondja ki, hogy korlátos és zárt intervallumon (vagy kompakt halmazon) értelmezett folytonos függvény egyenletesen folytonos.

## A tétel
Korlátos, zárt intervallumon értelmezett valós értékű folytonos függvény egyenletesen folytonos.

## Bizonyítás

### A Bolzano–Weierstrass-tétellel
Legyen {\displaystyle f:[a,b]\to \mathbb {R} } korlátos és zárt intervallumon értelmezett folytonos függvény. Indirekten bizonyítunk. Tegyük fel, hogy {\displaystyle f} nem egyenletesen folytonos. Ekkor teljesül, hogy létezik olyan {\displaystyle \epsilon >0}, melyre
{\displaystyle \forall \delta >0\quad \exists x,y\in [a,b]:|x-y|<\delta {\text{ melyekre }}|f(x)-f(y)|\geq \epsilon }
Rögzítve ilyen {\displaystyle \epsilon }-t és véve egy {\displaystyle (\delta _{n})} pozitív tagokból álló nullához konvergáló sorozatot, tetszőleges {\displaystyle n} természetes számra a
{\displaystyle \{(x,y)\in [a,b]\times [a,b]:\,|x-y|<\delta _{n}\quad {\text{és}}\quad |f(x)-f(y)|\geq \epsilon \}}
halmaz nem üres. A kiválasztási axióma alapján ekkor létezik olyan {\displaystyle (x_{n})} és {\displaystyle (y_{n})} számsorozat, hogy minden {\displaystyle n} természetes számra
{\displaystyle |x_{n}-y_{n}|<\delta _{n}\quad {\text{és}}\quad |f(x_{n})-f(y_{n})|\geq \epsilon .}
A Bolzano–Weierstrass-tétel miatt ekkor az {\displaystyle (x_{n})} sorozatnak létezik konvergens részsorozata, hiszen a sorozat korlátos, lévén minden eleme az intervallumnak is eleme. Legyen az indexsorozat {\displaystyle \sigma }, mellyel {\displaystyle (x_{n})\circ \sigma } konvergens. Hasonlóképpen {\displaystyle (y_{n})\circ \sigma }-nak is van konvergens részsorozata, legyen az ezt meghatározó indexsorozat {\displaystyle \tau }. Ekkor ugyanúgy, ahogy a {\displaystyle (x_{n})} és {\displaystyle (y_{n})} sorozatok különbség abszolút értéke, úgy a különbsége is nullsorozat, amiből következik, hogy a {\displaystyle (x_{n})\circ \sigma \circ \tau =:(x'_{n})} és {\displaystyle (y_{n})\circ \sigma \circ \tau =:(y'_{n})} sorozatok különbsége is nullsorozat, vagyis ugyanaz a határértékük; jelöljük ezt {\displaystyle u}-val. A határérték, a rendezés és az abszolútérték-függvény tulajdonságaiból következik, hogy
{\displaystyle |\lim f(x'_{n})-\lim f(y'_{n})|\geq \epsilon ,}
holott a folytonosságra vonatkozó átviteli elvből az {\displaystyle u}-hoz konvergáló {\displaystyle (x'_{n})} és {\displaystyle (y'_{n})} sorozatok képsorozatainak ugyanoda (az {\displaystyle f(u)} függvényértékhez) kellene konvergálnia. ■

### A Borel–Lebesgue-tétellel
Rögzítsünk egy tetszőleges {\displaystyle \epsilon >0} számot. {\displaystyle \epsilon /2}-höz minden egyes {\displaystyle x\in [a,b]} pont esetén {\displaystyle f} folytonossága miatt létezik olyan {\displaystyle B(x,\delta _{x})} nyílt környezet, hogy {\displaystyle f(B(x,\delta _{x}))\subseteq B(f(x),\epsilon /2)}. A {\displaystyle (B(x,\delta _{x}/2))_{x\in [a,b]}} nyílt halmazokból álló halmazrendszer lefedi {\displaystyle [a,b]}-t, így a Borel–Lebesgue-tétel szerint létezik véges {\displaystyle I} indexhalmazú {\displaystyle S:=(B(x,\delta _{x}/2))_{x\in I}} részlefedés, mely még mindig lefedi {\displaystyle [a,b]}-t. Ekkor a
{\displaystyle \delta :=\min \limits _{x\in I}\{{\frac {\delta _{x}}{2}}\}}
szám olyan, amilyen tulajdonságút az egyenletes folytonosság megkíván, ugyanis legyen {\displaystyle u,v\in [a,b]}, hogy {\displaystyle |u-v|<\delta }. Ekkor {\displaystyle u}-hoz létezik olyan {\displaystyle x\in I}, hogy {\displaystyle u\in B(x,\delta _{x}/2)}, így
{\displaystyle |v-x|\leq |u-v|+|u-x|<\delta +{\frac {\delta _{x}}{2}}\leq \delta _{x}}
ezért a folytonosság miatt
{\displaystyle |f(u)-f(v)|\leq |f(u)-f(x)|+|f(v)-f(x)|<{\frac {\varepsilon }{2}}+{\frac {\varepsilon }{2}}=\varepsilon }■

## Általánosítás
Heine tétele tetszőleges metrikus térben is igaz, a következő formában.
Tétel – Heine tétele kompakt metrikus téren értelmezett folytonos függvényre – Ha az {\displaystyle f:K\to N} metrikus terek között ható, kompakt halmazon értelmezett függvény folytonos, akkor egyenletesen folytonos.
A bizonyítás ugyanúgy zajlik, mint az egydimenziós esetben.
Egy másik típusú általánosítást kapunk, ha az egyenletes folytonosságot a következőképpen értelmezzük. A metrikus terek között ható {\displaystyle f:M\to N} függvény egyenletes folytonos a {\displaystyle H\subseteq M} halmazon, ha tetszőleges {\displaystyle \epsilon } pozitív számra létezik {\displaystyle \delta } pozitív szám, hogy minden {\displaystyle (x,h)\in M\times H}-ra {\displaystyle d(x,h)<\delta } esetén {\displaystyle d(f(x),f(h))<\epsilon }. Ekkor a tétel így szól:
Tétel – Ha az {\displaystyle f:M\to N} metrikus terek között ható függvény folytonos, akkor a {\displaystyle K\subseteq M} kompakt halmazon egyenletesen folytonos.